# Kostenschätzung
Bei der Kostenschätzung (englisch cost estimate) nach DIN 276 – Kosten im Bauwesen – werden die „Kosten auf der Grundlage der Vorplanung“ ermittelt. Die Kostenschätzung stellt somit eine Grundlage bei der Entscheidung über die Weiterführung der Vorplanung zur Entwurfsplanung (siehe Leistungsphasen nach HOAI) dar.
Sie basiert insbesondere auf den zeichnerischen Darstellungen und sonstigen Planunterlagen der Vorplanung. Daraus lassen sich zu „bauende Mengen“ ermitteln. Von besonderer Bedeutung ist dabei der Brutto-Rauminhalt [m³ BRI]. Unter Verwendung von Kostenkennzahlen [€/m³ BRI] von vergleichbaren Projekten können dann die Kosten für das neue Projekt geschätzt werden. Bei den in Ansatz gebrachten Kostenkennzahlen sind spezifische Besonderheiten (z. B. Lage, Erschließung, Qualitätsstandard) zu berücksichtigen.
Nach DIN 276:2018-12  ist die Kostenschätzung in mindestens 7 Kostengruppen bis zur 2. Ebene der Kostengliederung zu gliedern. In der vorhergehenden Fassung (DIN 276-1:2008-12) war lediglich eine Tiefe bis zur ersten Ebene gefordert.
Auszug aus der ÖNORM B 1801-1, welcher das Kostenziel Kostenschätzung betrifft:
- Phase: Vorentwurfsphase
- Ziel: Kostenvorgabe für die Kostenberechnung und als Kostenkontrolle
- Grundlagen: Vorentwurfsplanung mit Angaben über Nutzungsarten und Nutzungsbereiche mit Quantitätsangaben (z. B. Anzahl Räume, Flächen, Rauminhalte)
- Gliederung: planungsorientiert – Grobelement und ausführungsorientiert – Kostenbereich